# Science Friction (singolo)
Science Friction è il primo singolo del gruppo pop inglese XTC, pubblicato nel 1977.

## Il disco
Il singolo, registrato e mixato negli Abbey Road Studios di Londra tra il 28 e il 30 aprile 1977, è prodotto da John Leckie, che fa anche da ingegnere del suono; operatore ai nastri è Haydn Bendall.

La versione inglese a 7" è estremamente rara, dato che è stata ritirata dal mercato. Questa versione ha la copertina molto simile a quella della versione 12" dal titolo 3D EP, e si intitola effettivamente 3D Single, come stampato sul retro copertina. Le versioni francese e tedesca hanno copertine differenti. Quella tedesca usa una delle prime fotografie pubblicitarie del gruppo. Quella francese usa una foto in bianco e nero del gruppo durante un concerto. Le versioni australiane e neozelandesi non hanno copertina.

Il 12" esce con le etichette del vinile blu per la prima edizione, nel marzo 1978 con una copertina generica, e nell'aprile del 1983 con la stessa copertina della prima edizione, ma con le etichette del vinile Virgin di quegli anni, verde da un lato e rossa dall'altro.

Il titolo del brano Good Night, Sucker non appare né sulla copertina né sulle etichette interne, possiamo quindi parlare di "ghost track".

## Formazione
- Andy Partridge - chitarra e voce
- Colin Moulding - basso e voce
- Barry Andrews - tastiere e voce
- Terry Chambers - batteria

## Tracce 7"
Lato A
1. Science Friction (Andy Partridge) - 3:12

Lato B
1. She's So Square (Partridge) - 3:06

## Tracce 12"
Lato A
1. Science Friction (Partridge) - 3:12

Lato B
1. She's So Square (Partridge) - 3:06
2. Dance Band (Colin Moulding) - 2:40
3. Goodnight, Sucker (Barry Andrews/Terry Chambers) - 0:22